# François Diana
François Michel Diana, né le 6 novembre 1903 dans le quartier de Saint Mauront à Marseille et mort dans cette même ville le 16 mai 1993, est un peintre français de portraits, de nus, de scènes de genre et surtout de paysages.

## Biographie
Il est le fils d'un ouvrier chaudronnier d'origine italienne. Élève de l’école des beaux-arts de Marseille en 1918-1919, il fait partie de tous les groupes artistiques marseillais d’avant guerre et partage son premier atelier avec Louis Toncini, Leon Cadenel et Antoine Serra. 
Artiste extrêmement actif, Il avait exposé pour la première fois au Salon des Artistes de Provence en 1929, puis en 1934, chez Detaille.En 1936, il participe au Salon de Provence et expose à la galerie Jouvène. 
Il appartient successivement aux groupes des peintres Prolétariens puis des peintres du Peuple, courants novateurs et engagés constitués de jeunes artistes qui pensaient que l'art pouvait trouver son inspiration dans le monde ouvrier et les paysages industriels, apportant ainsi leur contribution aux luttes sociales.
En 1936, François Diana (avec Antoine Serra, Leon Cadenel, Louis Toncini, Jean Tognetti)  participe à la création de la première Maison de la Culture de province, soutenus par Louis Aragon, André Malraux et Jean Giono.
Mobilisé en 1939, François Diana abandonne la peinture jusqu’en 1944. 
Dans les années de l'immédiat après-guerre, François Diana reste fidèle à certains de ses thèmes: tableaux de navires, de chantiers navals, de docks et de dockers. Toujours militant, il décrit par ses dessins les luttes sociales de l'après-guerre. À cette époque, il est l'un des principaux animateurs du courant des peintres de Rive-Neuve et des peintres du Péano. Il occupe un atelier au 12 Quai de Rive-Neuve, où il peindra jusqu'à sa mort. (cet atelier avait été avant Diana celui d'Alfred Lombard et Pierre Girieud puis celui de Jacques Thévenet ami de Giono)
En 1946, il est nommé professeur de peinture à l'École des Beaux Arts de Marseille place Carli, et occupe le poste de 1946 à 1973 lorsqu'il prend sa retraite après avoir contribué à former de nombreux jeunes artistes  comme Jean-Marie Zazzi, Joseph Stamboulian, Mario Passarelli, Pierre Ledda et bien d'autres peintres.
Pour nourrir son inspiration, il visite l’Espagne, l’Italie et l’Allemagne, et fait plusieurs séjours en Bretagne et en Corse à partir de 1965. Il présente au salon d’Automne vers 1946-1947 « L’épicier » et « La Plaine » et participe à une exposition avec d’autres peintres marseillais, galerie André Maurice à Paris, avant 1950.
François Diana expose avec ses amis Ambrogiani, Serra et Louis Toncini en 1938, à la Galerie Jouvène en 1946, 1950, 1956 et 1970, en 1956 et 1970 à la Galerie Werther Merenciano, à Marseille.
Il participe à l’exposition « 100 artistes de Provence » en 1971, au musée Cantini  de Marseille. Plusieurs toiles sont acquises par le Conseil Général des Bouches-du-Rhône entre 1945 et 1950, par la Ville de Marseille en 1952 et par le musée Cantini et de nombreux tableaux figurent dans des musées.
François Diana est décédé à Marseille en 1993.
Une exposition rétrospective sur l'œuvre de François Diana a eu lieu à Gardanne en décembre 2014 sous le titre : "François Diana, des Peintres Prolétariens aux Peintres de Rive Neuve" et un ouvrage monographique du même titre lui a été consacré à cette occasion.
Une exposition intitulée "François Diana, du Peano à la Provence" a eu lieu au Musée Edgar Melik de Cabriès du 18 juin au 1er octobre 2016. 
Des œuvres de Diana ont également été exposées au Musée de Cassis dans le cadre de l'exposition "Quand les peintres du Peano se rencontrent à Cassis" du 25 juin au 1er octobre 2016.
Une exposition François Diana s'est tenue au Musée de Cassis du 23 juin au 29 septembre 2018 sous le titre "François Diana, un coloriste engagé".
François Diana fait l'objet d'un article dans le dictionnaire Benezit de la peinture.

## Œuvres dans les collections publiques
- Musée – Marseille (Musée Cantini) : « Vue d’une gare »[6].
- Marseille, Musée des Beaux-Arts : « les Piellettes »[7]
- Moscou (Musée Pouchkine) : 8 Lithographies en souvenir de la libération de Marseille.
- Narbonne, Palais-Musée des Archevêques de Narbonne ; "Le Vieux Port de Marseille par temps gris"[8].
- Bordeaux, Musée National des Douanes : Le canal de la douane".
- Musée d'histoire de Marseille lithographies.